# Queso de cabeza y otros cuentos
Queso de cabeza y otros cuentos es un libro de cuentos de varios escritores chilenos, publicado por la editorial Alfaguara como resultado del concurso de cuentos de la revista Paula, de 1998. El título del libro corresponde al cuento «Queso de cabeza» de Francisco Peralta, ganador del certamen. Entre los autores finalistas, destacan varios autores chilenos que más tarde se hicieron conocidos por sus obras.
El libro incluye además un prólogo de Roberto Bolaño titulado «Lecturas antes de volver a Chile».

## Concurso de cuentos Paula
Este concurso de la revista Paula se comenzó a realizar en 1968. La edición de 1998 fue la primera que conllevó la edición de un libro. El jurado de dicha ocasión estuvo conformado por Cristián Warnken (presidente del jurado), Roberto Bolaño, Carlos Cerda y Claudia Donoso.
Este concurso fue la justificación de Roberto Bolaño para que realizara su primera visita a Chile luego de 25 años de ausencia. El autor, casi desconocido por entonces en el país, acababa de ganar el Premio Herralde por su novela Los detectives salvajes, y unos meses después obtendría el Premio Rómulo Gallegos. Además del prólogo de este libro, Bolaño escribiría parte de su experiencia de este viaje en un texto para la revista Paula, titulado «Fragmentos de un regreso al país natal», el cual se publicaría también años más tarde en su libro Entre paréntesis.

## Estructura y contenido
El prólogo de Bolaño habla de la lectura de estos cuentos antes de su viaje a Chile y de la dificultad de escoger entre tantos candidatos. También incluye una breve reseña dedicada al cuento ganador (el cual aparece en la sección siguiente, «Primer premio») y otra para cada uno de los trece cuentos finalistas (en la sección «Finalistas»).
Cada cuento va precedido por una breve reseña bibliográfica de su autor. El ganador, Francisco Peralta Cortés (Santiago, 8 de abril de 1976) al momento de la publicación del libro cursaba el cuarto año de la carrera de Ingeniería comercial en la Universidad Católica, y no era un escritor de profesión.
La lista de cuentos es la siguiente:
| Cuento                                       | Autor               | Argumento |
| -------------------------------------------- | ------------------- | --- |
| «Queso de cabeza»                            | Francisco Peralta   | Dos adolescentes y dos adultos, uno de ellos con problemas de alcoholismo y con una tensa amistad entre ellos, viajan en vehículo desde la ciudad al campo.                                                                                            |
| «Caída del catre»                            | Marissa Colombara   | Una humilde operadora telefónica se decide a viajar a Tasmania para conocer a un hombre. |
| «Somnium»                                    | Larissa Contreras   | Una mujer que se recupera de un grave accidente automovilístico busca a un hombre y una droga llamada «Somnium». |
| «La enfermedad de González»                  | Juan Pablo Donoso   | Un grupo de jóvenes vagos presencian en su amigo González el crecimiento de sus pechos y su capacidad de leer mentes, como resultado de un tratamiento médico.                                                                                         |
| «Juego de cartas»                            | Mauricio Electorat  | Un traductor de una organización pública internacional narra desde París su único e incómodo encuentro con Patricia, a quien conoció primero epistolarmente.                                                                                           |
| «El Cielo»                                   | Nona Fernández      | Una mujer alcohólica y maltratada cuida de un hombre herido y un maletín. |
| «Señora con turbante»                        | Sergio Gómez        | Un anciano escribe cartas desde un asilo a su primer amor, en circunstancias de haber experimentado recientemente el último amor de su vida. |
| «El Pelito Ortague y los días jueves»        | Luis López-Aliaga   | Dos amigos recuerdan al desdichado Pelito Ortague, su tartamudo compañero de liceo. |
| «Tulipanes amarillos»                        | Mariana Novoa       | «Su» lleva varios meses viviendo en el pulcro y lujoso loft de Jim en Nueva York. El hermetismo de éste la llevará a replantearse su relación. |
| «La Rosa lo roza»                            | María Olivia Recart | El sargento de Carabineros Rodríguez, luego de conocer en Coelemu a la bella y apasionada Rosa, se plantea dejar el servicio. |
| «Estrip-tis»                                 | Sebastián Reyes     | Una modesta adolescente de Santiago se confiesa con un cura por su noviazgo con El Polo, un atractivo bailarín erótico que mató a una de sus ancianas, adineradas y extravagantes clientas.                                                            |
| «Perro, ladrón y marido (por obligación)»    | Mario Toledo        | Un hombre recientemente desempleado conoce a margarito, un perro bribón que lo inicia en el robo y el secuestro, y lo acompañará en la venganza de su antiguo jefe.                                                                                    |
| «Breve desenlace para una historia ridícula» | Armando Trujillo    | Freddy, un cincuentón que frecuenta talleres literarios para acostarse con jóvenes escritoras aficionadas, se queda encerrado en un liceo, donde por fin logra escribir algunas líneas, pero es abatido por sus celos hacia Jéssica, su última amante. |
| «Un bar en Puerto Ordaz»                     | Antonio Viñes       | Un antiguo torturador y asesino se despide de un antiguo colega, para tomar al día siguiente en secreto un vuelo a Puerto Ordaz e iniciar una nueva vida.                                                                                              |